# Phaonia caeruleicolor
Phaonia caeruleicolor este o specie de muște din genul Phaonia, familia Muscidae, descrisă de Stein în anul 1910.
Este endemică în Sri Lanka. Conform Catalogue of Life specia Phaonia caeruleicolor nu are subspecii cunoscute.